# プロビデンス (スループ)

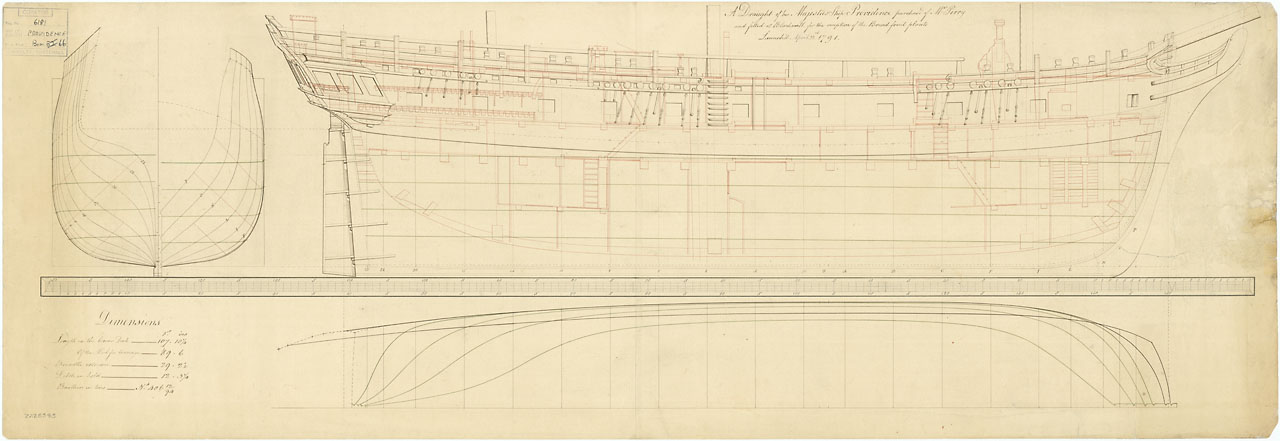
HMS プロビデンス

HMS プロビデンス（HMS Providence）は、1791年に進水したイギリス海軍のスループ・オブ・ウォー。日本ではプロビデンス号又はプロヴィデンス号として知られる。

## 船歴

### パンノキの輸送
ロンドンのブラックウォール・ヤードで建造され、1791年に就役。1791年から1794年にかけて、艦長ウィリアム・ブライのもとで、パンノキの苗木の採集及び輸送の任に就き、輸送に成功した。当時、大英帝国は南太平洋のタヒチ島で発見されたパンノキを、英領西インド諸島で栽培してプランテーションで働く黒人奴隷の食料にするために、苗木を輸送しようとしていた。ブライは、1787年にもバウンティ号の艦長として1回目のパンノキ採取・輸送の任務にあたったが、その途上で有名なバウンティ号の反乱に遭遇し、任務を果たすことなく帰国しており、2回目の任務での成功であった。

### 北大西洋の調査
1795年、艦長ウィリアム・ロバート・ブロートンのもとで、バンクーバー探検の支援及び北大西洋の調査のために出港。大西洋を渡ってブエノスアイレスに至り、ホーン岬を回って太平洋側をシトカまで北上した。しかし、ブロートンはバンクーバーには探検の仕事は残っていないだろうと判断し、モントレーまで南下して太平洋を横断。12月16日にキリバスのカロリン島に至り、カロリン島と命名した。その後、アジア大陸東岸に至ると、揚子江から黄海に入り、イギリス人として初めて朝鮮半島沿岸を航海してアジア大陸東岸を探検測量した。
1796年（寛政8年）8月上旬に奥羽南部に達すると、北に向かって内浦湾（噴火湾）に入り、8月14日にその沿岸のアプタ（現在の北海道虻田郡洞爺湖町）に到着。日本初上陸を果たした。この時、蝦夷地巡視の帰途にあった松前藩家老松前左膳は、長万部でこの知らせに接し、アプタに引き返して応接したが、言葉が通じず来航の事情を明らかにすることはできなかった。プロビデンス号は17日に抜錨して測量を行いながら、9月28日には室蘭港に到達し、松前藩藩医加藤肩吾らと面会。加藤は若干のロシア語を解したため、プロビデンス号に乗り組んだロシア人を通じてコミュニケーションを取り地図を交換した。また、乗組員のハンス・オルソンが事故で死亡したため、大黒島に埋葬。オルソン島と名付けた。
10月1日、室蘭港を出て千島列島へ向かい、新知島へ到達したものの、厳冬のためそれ以上の探検を断念。太平洋沿岸を測量しながら南下し、12月にマカオへ寄港した。

### 沈没
ブロートンはマカオで1隻のスクーナーを購入して僚船とし、再び北方に向けて2隻で出航するが、1797年5月16日、プロビデンス号は宮古島（池間島）沖の八重干瀬で座礁、沈没した。なお、ブロートンは僚船に乗り換えて、いったんマカオに戻った後、北方探検を継続し、その途上で那覇港に寄港している。